# Дуброва (Пореч’євське сільське поселення)
Дуброва (рос. Дуброва) — присілок в Бежецькому районі Тверської області Російської Федерації.
Населення становить 12 осіб. Входить до складу муніципального утворення Пореч'євське сільське поселення.

## Історія
Від 2005 року входить до складу муніципального утворення Пореч'євське сільське поселення.

## Населення
| 1859 | 1887 | 1897 | 2008 | 2010 |
| ---- | ---- | ---- | ---- | ---- |
| 531  | ↗675 | ↗738 | ↘14  | ↘12  |